# Stéphane Ouaiche
Stéphane Ouaiche (Vincennes, 18 september 1993) is een Frans professioneel tafeltennisser. Hij speelt linkshandig met de shakehandgreep.
In 2014 en 2016 werd hij Frans kampioen enkelspel. In 2016 en 2023 werd hij Frans kampioen mannen dubbelspel.

## Belangrijkste resultaten
- Brons met het team op de Europese kampioenschappen 2015.